# Fausse-arpenteuse du chou
Espèce
La fausse-arpenteuse du chou, ou « plusie ni » ou simplement « ni » (Trichoplusia ni), est une espèce d'insectes lépidoptères de la famille des Noctuidae, à répartition quasi-cosmopolite.
C'est un ravageur phytophage polyphage dont la chenille se nourrit des feuilles des choux, choux-fleurs et brocolis, et de nombreuses autres plantes cultivées.
L'épithète spécifique « ni » est la forme latinisée du nom de la lettre grecque « nu ». Elle fait référence aux marques argentées figurant sur les ailes antérieures des imagos souvent décrites comme un « 8 », mais qui pourraient dans certains cas évoquer la lettre nu.

## Description

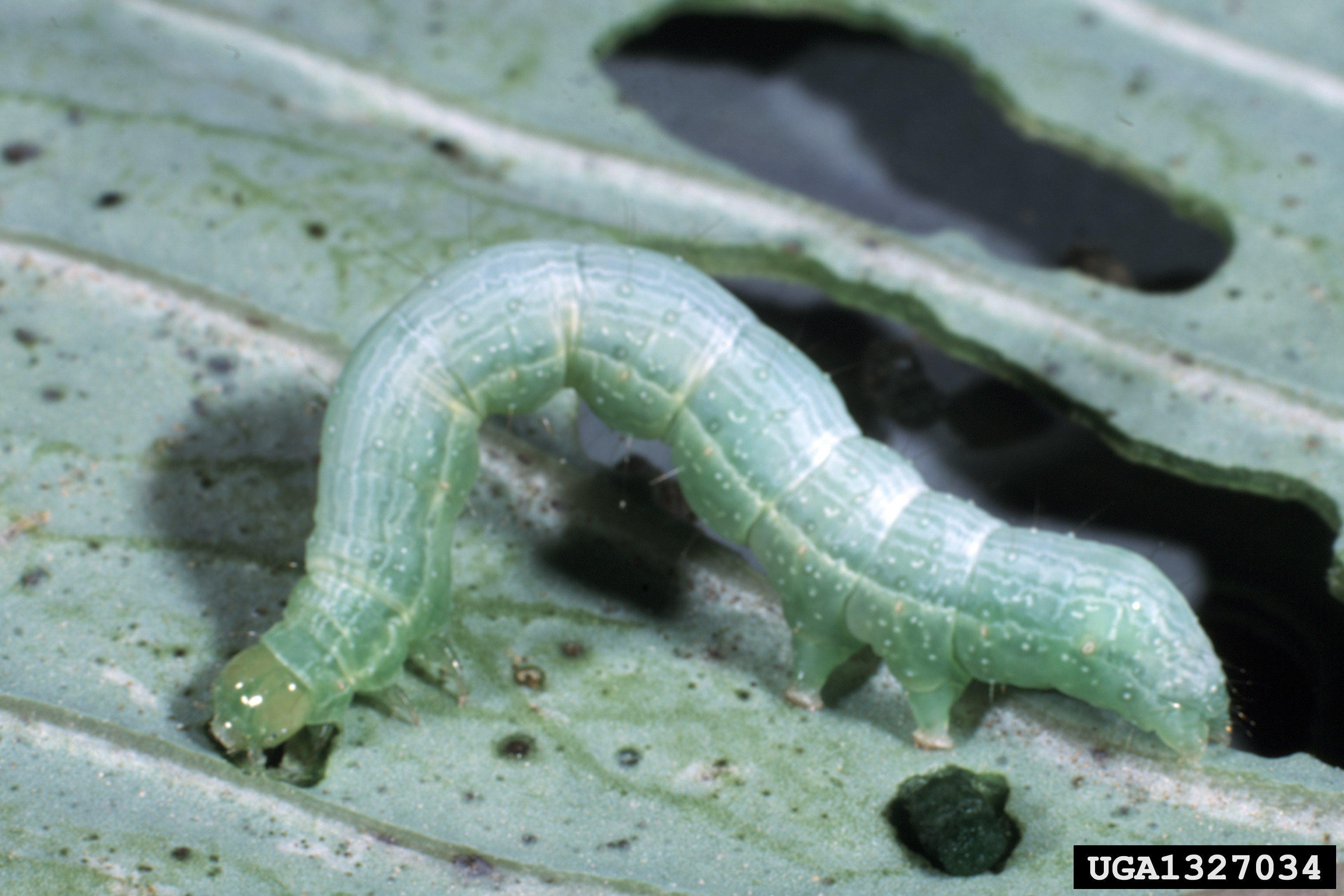
Chenille arpenteuse.

Les chenilles, qui peuvent atteindre 4 cm de long, sont vert clair, généralement avec d'étroites bandes blanches sur les côtés et plusieurs lignes étroites sur le dos. Leur peau est lisse, avec seulement quelques longs poils sur le dos. Elles comptent trois paires de pattes vers l'avant et trois paires de fausses pattes vers l'arrière du corps.
Elles se distinguent aisément de la plupart des autres chenilles rencontrées dans les cultures de choux par leur mode de déplacement (caractéristique de la famille des Geometridae, mais qui se rencontre chez certaines Noctuidae), qui consiste à arquer la partie centrale du corps pour amener les fausses pattes près des pattes avant.
Les adultes sont des papillons brunâtres portant sur les ailes antérieures une marque caractéristique de couleur argentée figurant un 8.
Les œufs, hémisphériques, de couleur blanc-jaunâtre à vert clair, mesurent 0,6 mm de diamètre. Ils sont striés longitudinalement. 

## Biologie

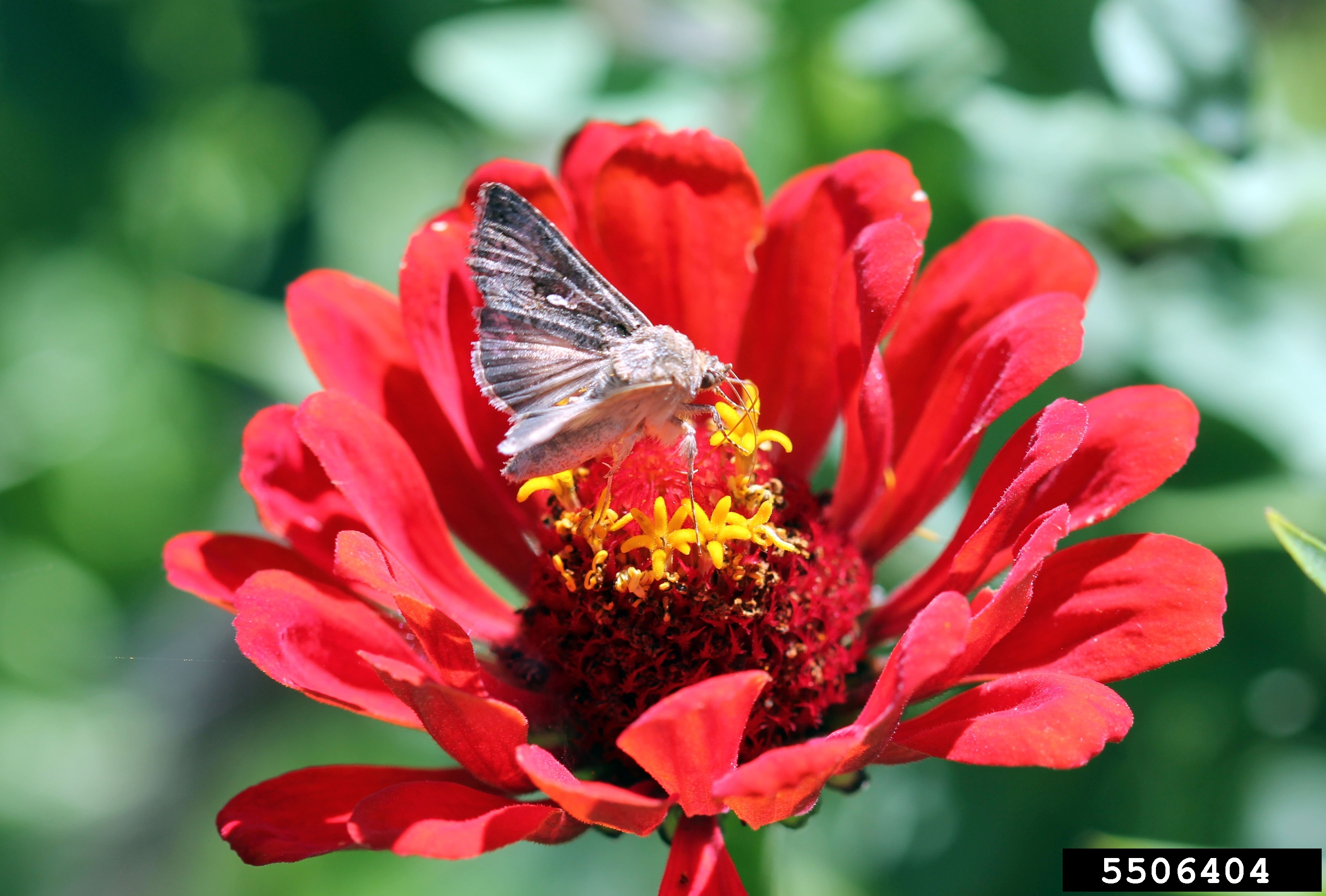
Adulte visitant une fleur.

La fausse-arpenteuse du chou est une espèce multivoltine, qui peut avoir plusieurs générations annuellement lorsque les conditions climatiques sont favorables. Les populations les plus importantes se produisant habituellement en automne.
Le cycle biologique complet peut se dérouler en un mois. Le développement larvaire compte cinq stades, ponctués de quatre mues. 
Les chenilles s'alimentent pendant deux à trois semaines en rongeant le limbe des feuilles (chenilles défoliatrices) d'abord à la face inférieure, puis en creusant des trous entre les nervures. Elles peuvent aussi creuser des galeries dans les têtes de choux.
Arrivées au dernier stade de développement, elles tissent des cocons de soie dans lesquels elles se nymphosent, généralement attachées à la face inférieure des feuilles.
Les œufs sont déposés sur la face inférieure des feuilles, généralement isolément, parfois en paquets de 2 à 10 œufs. Ils éclosent en trois jours à 27 °C.

### Ennemis naturels

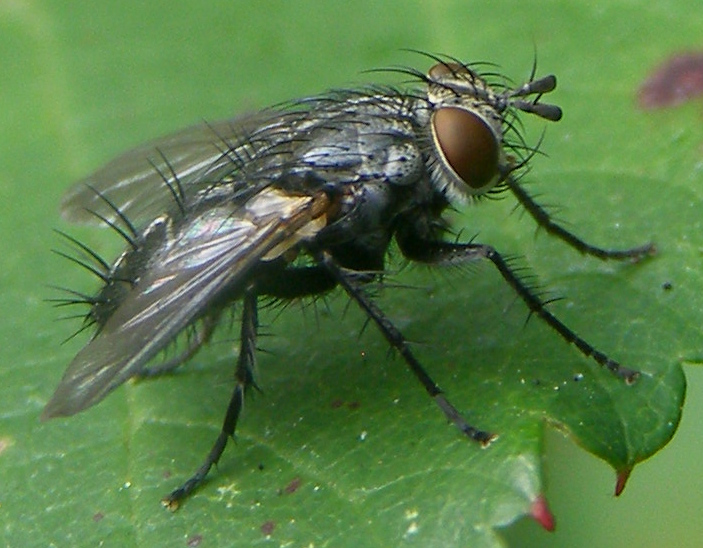
Voria ruralis, mouche parasitoïde qui pond ses œufs dans les larves de Trichoplusia ni.

De nombreux organismes contribuent à limiter les populations de Trichoplusia ni. Il peut s'agir de prédateurs, parasitoïdes ou agents pathogènes.
L'agent pathogène le plus courant est un virus de la polyédrose nucléaire, qui est létal pour les chenilles. Les corps des chenilles malades se transforment en sacs informes plein d'un liquide sombre qui peuvent souvent être repérés suspendus aux feuilles.
Parmi les parasitoïdes figurent trois espèces de guêpes (Hyposoter exiguae, Copidosoma truncatellum et  Microplitis brassicae), qui attaquent les chenilles, ainsi qu'une mouche de la famille des Tachinidae, Voria ruralis.

## Distribution
Trichoplusia ni a une aire de répartition quasi-cosmopolite. On trouve en effet cette espèce dans tous les continents :
- en Afrique (Afrique du Sud, Canaries, Cap Vert, Égypte, Éthiopie, Gambie, Kenya, Libye, Madagascar, Maroc, Nigeria, Sénégal, Somalie, Soudan, Tanzanie, Tunisie),
- en Amérique centrale (Antilles, Nicaragua),
- en Amérique du Nord (Canada, États-Unis, Mexique),
- en Amérique du Sud (Argentine, Bolivie, Brésil, Colombie, Uruguay, Venezuela),
- en Asie (Afghanistan, Arabie Saoudite, Bangladesh, Cambodge, Chine, Chypre, Corée, Inde, Iran, Irak, Israël, Japon, Jordanie, Laos, Liban, Malaisie, Maldives, Pakistan, Syrie, Taiwan, Thaïlande, Turquie, Vietnam, Yémen),
- en Europe (Autriche, Bulgarie, Espagne, France, Grèce, Irlande, Italie, Malte, Pays-Bas, Portugal, Roumanie, Royaume-Uni, Suisse, ex-Yougoslavie),
- en Océanie (Hawaï).

## Plantes hôtes
Au stade larvaire (chenille) la fausse-arpenteuse du chou peut s'alimenter sur une grande variété de plantes sauvages et cultivées, et préférentiellement sur les Brassicaceae, telles que brocoli, chou, chou-fleur, chou chinois, moutarde, etc. Elle s'attaque également à des espèces très variées d'autres plantes cultivées, comme des plantes potagères (telles que betterave, melon, céleri, concombre, laitue, pois, haricot vert, épinard, tomate, etc.), mais aussi des plantes ornementales (entre autres chrysanthème, rose trémière, muflier) et des plantes de grande culture, notamment le cotonnier et le tabac. 
Parmi les plantes sauvages (adventices), les plus prisées semblent être le chénopode blanc (Chenopodium album), la  laitue sauvage (Lactuca spp.), le pissenlit (Taraxacum officinale)  et l'oseille crépue (Rumex crispus).
Cependant, toutes les plantes hôtes signalées ne sont pas équivalentes pour le développement larvaire et la survie de l'espèce. Une enquête réalisée dans l'Alabama a ainsi montré que la plupart des chenilles ont été trouvées sur le cotonnier et les cultures de crucifères.
Au stade adulte (papillon), l'insecte se nourrit de nectar de diverses plantes à fleurs, notamment le trèfle (Trifolium spp., la verge d'or (Solidago canadensis), le tournesol, (Helianthus) spp., etc..